# Franziska Hildebrandová
Franziska Hildebrandová (* 24. března 1987 Halle) je bývalá německá biatlonistka a dvojnásobná mistryně světa, když triumfovala jako součást německé ženské štafety v letech 2015 a 2017. 
Ve Světovém poháru vyhrála dva individuálních závody, když ovládla sprinty v Hochfilzenu a Ruhpoldingu v sezóně 2015/16, a čtrnáct kolektivních závodů jako členka německé ženské nebo smíšené štafety.
Sportovní kariéru ukončila v roce 2022 poté, co oznámila, že je těhotná. V lednu 2023 se jí narodila dcera.

## Výsledky

### Olympijské hry a mistrovství světa
| Sezóna  | D   | Místo                | SP  | SZ  | HZ  | IZ  | ŠT  | SŠT | SZD | Věk    |
| ------- | --- | -------------------- | --- | --- | --- | --- | --- | --- | --- | ------ |
| 2011/12 | MS  | Ruhpolding           | 29  | 47. | –   | –   | –   | –   | –   | 24 let |
| 2012/13 | MS  | Nové Město na Moravě | 13. | 17. | 22. | 51. | 5.  | –   | –   | 25 let |
| 2013/14 | ZOH | Soči                 | –   | –   | 27. | 37. | 10. | –   | –   | 26 let |
| 2014/15 | MS  | Kontiolahti          | 10. | 6.  | 6.  | 10. | 1.  | –   | –   | 27 let |
| 2015/16 | MS  | Oslo                 | 10. | 4.  | 14. | 6.  | 3.  | 2.  | –   | 28 let |
| 2016/17 | MS  | Hochfilzen           | 19. | 28. | 27. | 31. | 1.  | –   | –   | 29 let |
| 2017/18 | ZOH | Pchjongčchang        | 12. | 12. | –   | 9.  | 8.  | –   | –   | 30 let |
| 2018/19 | MS  | Östersund            | 40. | 22. | 21. | 31. | 4.  | –   | –   | 31 let |

Poznámka: Výsledky z mistrovství světa se započítávají do celkového hodnocení světového poháru, výsledky z olympijských her se dříve započítávaly, od olympijských her v Soči 2014 se nezapočítávají.

### Juniorská mistrovství
| Sezóna  | D   | Místo        | SP  | SZ  | IZ  | ŠT | Věk    |
| ------- | --- | ------------ | --- | --- | --- | -- | ------ |
| 2005/06 | MSJ | Presque Isle | 10. | 7.  | DSQ | –  | 18 let |
| 2006/07 | MSJ | Martell      | 22. | 14. | 6.  | 1. | 19 let |
| 2007/08 | MSJ | Ruhpolding   | 19. | 17. | 11. | 1. | 20 let |

## Vítězství v závodech světového poháru, na mistrovství světa a olympijských hrách

### Individuální
| Č. | sezóna    | datum             | místo                       | disciplína |
| -- | --------- | ----------------- | --------------------------- | ---------- |
| 1. | 2015/2016 | 11. prosince 2015 | Hochfilzen, Rakousko        | sprint     |
| 2. | 2015/2016 | 8. ledna 2016     | Ruhpolding (náhr.), Německo | sprint     |

### Kolektivní
| Č.                           | sezóna    | datum             | místo                      | disciplína      |
| ---------------------------- | --------- | ----------------- | -------------------------- | --------------- |
| 1.                           | 2012/2013 | 20. ledna 2013    | Anterselva, Itálie         | štafeta         |
| 2.                           | 2013/2014 | 12. prosince 2013 | Annecy, Francie            | štafeta         |
| 3.                           | 2013/2014 | 8. ledna 2014     | Ruhpolding, Německo        | štafeta         |
| 4.                           | 2014/2015 | 13. prosince 2014 | Hochfilzen, Rakousko       | štafeta         |
| 5.                           | 2014/2015 | 25. ledna 2015    | Anterselva, Itálie         | štafeta         |
| 6.                           | 2014/2015 | 13. března 2015   | Kontiolahti, Finsko (MS)   | štafeta         |
| 7.                           | 2015/2016 | 7. února 2016     | Canmore, Kanada            | smíšená štafeta |
| 8.                           | 2016/2017 | 11. prosince 2016 | Pokljuka, Slovinsko        | štafeta         |
| 9.                           | 2016/2017 | 22. ledna 2017    | Anterselva, Itálie         | štafeta         |
| 10.                          | 2016/2017 | 17. února 2017    | Hochfilzen, Rakousko (MS)  | štafeta         |
| 11.                          | 2016/2017 | 5. března 2017    | Pchjongčchang, Jižní Korea | štafeta         |
| 12.                          | 2017/2018 | 10. prosince 2017 | Hochfilzen, Rakousko       | štafeta         |
| 13.                          | 2017/2018 | 13. ledna 2018    | Ruhpolding, Německo        | štafeta         |
| 14.                          | 2018/2019 | 8. února 2019     | Canmore, Kanada            | štafeta         |
| – závod na mistrovství světa |           |                   |                            |                 |